# 오마르 하킴
오마르 하킴(영어: Omar Hakim, 1959년 2월 12일 ~ )은 미국의 재즈, 재즈 퓨전, 팝 음악 드러머, 프로듀서, 편곡가, 작곡가이다. 그는 웨더 리포트, 데이비드 보위, 푸 파이터스, 스팅, 마돈나, 다이어 스트레이츠, 저니, 케이트 부시, 조지 벤슨, 마일스 데이비스, 다프트 펑크, 머라이어 캐리, 푸시캣 돌스, 셀린 디옹과 함께 일했다.

## 어린 시절
하킴은 1959년 2월 12일 뉴욕에서 태어났다. 그의 아버지 하산 하킴은 트롬본 연주자였다. 오마르는 다섯 살 때 드럼을 연주하기 시작했고, 4, 5년 후 아버지의 밴드에서 처음 연주했다.

## 경력
하킴은 1980년 칼리 사이먼의 뒤를 이어 처음으로 주목을 받았고, 1982년 웨더 리포트에 합류했다. 그는 1984년 데이비드 보위의 1983년 음반 《Let's Dance》와 후속 음반 《Tonight》에서 드럼을 연주했다. 보위는 하킴을 "놀라운 타이밍을 가진 매혹적인 드러머" 그리고 "항상 신선한 접근법"이라고 묘사했다.
1980년대 중반, 하킴은 다섯 번째 음반 《Brothers in Arms》를 녹음하면서 드러머로 다이어 스트레이츠에 합류했다. 하킴은 밴드의 당시 영구적인 드러머였던 테리 윌리엄스를 임시로 교체했는데, 대부분의 음반 트랙이 녹음된 후 그의 연주가 원하는 음반에 적합하지 않다고 생각되었다. 하킴은 이틀 만에 모든 드럼 트랙을 다시 녹음한 뒤 다른 약속을 위해 떠났다. 하킴과 윌리엄스는 둘 다 음반에 이름을 올렸다. 하킴은 스팅의 음반 《The Dream of the Blue Turtles》의 밴드에 속해있었다.
이때까지 하킴은 드럼 머신 프로그래밍을 독학하고 있었는데, 이는 그를 팝, 록, R&B 세션 뮤지션으로 더욱 큰 수요에 빠뜨렸고, 마돈나와 함께 작업하게 했다. 그는 1980년대와 1990년대에 걸쳐 로이 에이어스, 조지 벤슨, 마일스 데이비스, 리 리테누어, 조 샘플, 데이비드 샌본, 존 스코필드와 함께 재즈 퓨전 활동을 계속했다. 1989년에 리더로 데뷔 음반 《Rhythm Deep》은 그의 노래를 불렀으며 그래미 어워드 후보에 올랐다.
1990년대에 하킴은 전자 타악기를 더 발전시켜 세션 음악가로서 더 많은 기회를 주었다. 그는 팝 스타 머라이어 캐리, 셀린 디옹, 그리고 주얼과 함께 녹음했다. 그의 재즈 경력은 1990년대 중반까지 쇠퇴해 있었다. 리더로서의 그의 두 번째 음반인 《The Groovesmith》는 2000년에 발매되었다.
2015년 6월 18일, 저니는 딘 카스트로노보가 오리건주 세일럼에서 가정 폭력으로 체포된 후 북미 투어에서 하킴이 오랜 드러머 카스트로노보를 대신할 것이라고 발표했다.
하킴은 2014년 모던 드러머 매거진 표지에 실렸고, 2017년에는 드럼헤드 매거진 표지에 실렸다.
하킴은 2017년 존 램지 전 학과장의 후임으로 버클리 음악 대학 타악부 회장이 되었다.